# Tống Chiêu công (Xuân Thu)
Tống Chiêu công (chữ Hán: 宋昭公; trị vì: 619 TCN-611 TCN)), tên thật là Tử Xữ Cữu (子杵臼), là vị vua thứ 23 của nước Tống - chư hầu nhà Chu trong lịch sử Trung Quốc.
Tử Xữ Cữu là con thứ của Tống Thành công, vị vua thứ 21 của nước Tống.

## Lên ngôi
Năm 620 TCN, vua cha Tống Thành công qua đời, em Thành công là Tử Ngữ (tức chú của Xử Cữu) giết chết thế tử của Thành công và Tư mã Công tôn Cố rồi tự lập lên ngôi, tức Tống Tử Ngữ. Cùng năm đó, người nước Tống hợp sức giết Tử Ngữ và lập Xử Cữu làm vua, tức Tống Chiêu công.

## Quan hệ với chư hầu
Năm 618 TCN, Sở Mục vương phát quân đánh Trịnh. Tống Chiêu công theo sự kêu gọi của nước Tấn, phát binh hội chư hầu các nước Lỗ, Vệ, Hứa đi cứu Trịnh. Trong khi quân các nước chưa tới thì quân Sở đã thắng, Trịnh Mục công phải xin giảng hòa. Sở Mục vương lui quân.
Theo Sử ký, năm 615 TCN, quân Tống đánh bại quân Duyên Tư (một nhánh của nước Địch) ở Trường Khâu.

## Mất ngôi
Bà nội Chiêu công là Vương cơ - vợ Tống Tương công – tham dự quyền chính và mâu thuẫn với ông. Năm 619 TCN, Vương cơ trọng dụng họ Đái, lệnh giết mấy người cháu nội mà mình không vừa ý, đồng thời là bề tôi thân cận của Chiêu công, gồm có Khổng Thúc, Công Tôn Chung Ly, công tử Ngang. Một người khác trong số đó là Đãng Ý Chư phải bỏ chạy sang nước Lỗ. Tống Chiêu công bèn sai người gọi Đãng Ý Chư về cho giữ chức vụ như cũ.
Tống Chiêu công có người em là Tử Bào đẹp trai, biết lễ nghĩa, kết giao với nhiều quý tộc và đại phu trong nước. Bà nội ông là Vương cơ thích Bào, muốn thông dâm, tuy không được toại nguyện nhưng vẫn vì yêu Bào mà bỏ tiền giúp Bào việc phát lương thực cho dân nghèo và giao hảo với các quan lại trong nước nhằm làm tăng uy tín cho Bào.
Trong khi đó, Tống Chiêu công lại thiếu uy tín với nhân dân vì mải chơi bời. Năm 611 TCN, bà nội dụ ông đi săn để giết. Tống Chiêu công biết ý đồ của bà nội, bèn mang theo đồ quý đi săn. Bầy tôi Đãng Y Chư khuyên ông nên trốn sang nước khác, ông không đồng tình vì biết mình không được lòng mọi người và không muốn khuất thân ở dưới vua nước khác, nên cứ di săn.
Khi đi săn ở Mạnh Chữ, Tống Chiêu công mang đồ quý phát hết cho những người theo hầu và bảo họ hãy trốn. Bà nội Vương Cơ sai người chỉ huy cuộc săn giết chết ông và Đãng Y Chư.
Tống Chiêu công làm vua được 9 năm thì bị giết. Em ông là Bào được bà nội lập lên ngôi, tức là Tống Văn công.